# Travis Simms
Travis Simms (* 1. Mai 1971 in Norwalk, Connecticut, USA) ist ein ehemaliger Boxer und zweifacher WBA-Weltmeister im Halbmittelgewicht.